# Železniční stanice Kirjat Gat
Železniční stanice Kirjat Gat (hebrejsky: תחנת הרכבת קריית גת, Tachanat ha-rakevet Kirjat Gat) je železniční stanice na železniční trati Tel Aviv-Beerševa v Izraeli.
Leží v jižní části Izraele, v rovinaté krajině, v nadmořské výšce cca 130 metrů. Je situována na východní okraj města Kirjat Gat, respektive na východní okraj jeho obytné části. Dál k východu totiž pokračuje průmyslová zóna a komerční areály. Leží v ulici Chešvan.
Část zdejší železniční trati až do města Beerševa vznikla narychlo již v roce 1915 iniciativou turecké armády. Byla potom ale utlumována a britská mandátní správa pro mezinárodní vlakové propojení do Egypta preferovala trať vedoucí blíže k pobřeží (zhruba dnešní železniční trať Tel Aviv-Aškelon). Ještě na mapě z roku 1946 je ale v trase původní turecké železnice od Lodu (respektive od odbočky z železniční tratě Tel Aviv-Jeruzalém jižně od Lodu) přes prostor dnešního Kirjat Gat (tehdy arabská obec al-Faludža) až k Beerševě zakreslena trasa zaniklé turecké trati s dochovanými zbytky kolejového svršku (označované na mapě jako Old Railway Tracks).
Osobní přeprava přes Kirjat Gat do Beerševy byla obnovena až roku 1956 a v poněkud jiné trase než původní turecké koleje (ty směřovaly k Beerševě ze severozápadu, nová trať ze severu). V roce 1979 ale byla osobní doprava do Kirjat Gat, Beerševy a města Dimona na jihu státu ukončena pro malý zájem. Nadále pak tyto traťové úseky sloužily jen pro přepravu nákladu. Tehdy, roku 1982, také vznikla nová železniční trať Kirjat Gat-Aškelon, která odbočuje jižně od Kirjat Gat k západu a sloužila pro dopravu nerostů z Negevské pouště do ašdodského přístavu na pobřeží. I ona byla a nadále je využívána jen pro přepravu nákladů. V roce 1997 byla osobní doprava obnovena v úseku Tel Aviv-Kirjat Gat a později byly obnoveny i spoje do Beerševy a Dimony. Je obsluhována autobusovými linkami společnosti Egged. Jsou tu k dispozici parkovací místa pro automobily a prodejní stánky.